# تو ريفرز
تو ريفرز (ويسكونسن) (بالإنجليزية: Two Rivers, Wisconsin)‏ هي بلدة وthird-class city تقع في الولايات المتحدة في مقاطعة مانيتووك (ويسكونسن). يقدر عدد سكانها بـ 11,712 نسمة ومساحتها 16.81 كم2 .

## التركيبة السكانية
قام مكتب تعداد الولايات المتحدة بتحديد بيانات التركيبة السكانية لتو ريفرزفي تعداد الولايات المتحدة. في ما يلي، التركيبة السكانية حسب تعدادي 2000 و2010.

### تعداد عام 2000
بلغ عدد سكان تويسب 938 نسمة بحسب تعداد عام 2000، وبلغ عدد الأسر 438 أسرة وعدد العائلات 258 عائلة مقيمة في البلدة. في حين سجلت الكثافة السكانية 807.9 نسمة لكل ميل مربع (311.9/كم2). وبلغ عدد الوحدات السكنية 505 وحدة بمتوسط كثافة قدره 434.9 نسمة لكل ميل مربع (167.9/كم2).
وتوزع التركيب العرقي للبلدة بنسبة 96.16% من البيض و 0.96% من الأمريكيين الأصليين و 0.53% من الأمريكيين ذوي الأصول الآسيوية و 1.60% من عرقين مختلطين أو أكثر.
بلغ عدد الأسر 438 أسرة كانت نسبة 29.9% منها لديها أطفال تحت سن الثامنة عشر تعيش معهم، وبلغت نسبة الأزواج القاطنين مع بعضهم البعض 39.5% من أصل المجموع الكلي للأسر، ونسبة 16.0% من الأسر كان لديها معيلات من الإناث دون وجود شريك، وكانت نسبة 40.9% من غير العائلات. تألفت نسبة 34.7% من أصل جميع الأسر من أفراد ونسبة 14.6% كانوا يعيش معهم شخص وحيد يبلغ من العمر 65 عاماً فما فوق. وبلغ متوسط حجم الأسرة المعيشية 2.70، أما متوسط حجم العائلات فبلغ 2.13.
بلغ العمر الوسطي للسكان 42 عاماً. وكانت نسبة 24.2% من القاطنين تحت سن الثامنة عشر، وكانت نسبة 5.3% بين الثامنة عشر والأربعة وعشرون عاماً، ونسبة 26.8% كانت واقعةً في الفئة العمرية ما بين الخامسة والعشرون حتى والأربعة وأربعون عاماً، ونسبة 26.7% كانت ما بين الخامسة والأربعون حتى الرابعة والستون، ونسبة 17.1% كانت ضمن فئة الخامسة والستون عاماً فما فوق. يوجد لكل 100 أنثى 86.1 ذكر، ويوجد لكل 100 أنثى في الثامنة عشر من عمرها فما فوق 84.2 ذكر.
بلغ متوسط دخل الأسرة في البلدة 26,354 دولار، أما متوسط دخل العائلة فبلغ 31,944 دولار. وكان متوسط دخل الذكور 26,250 دولار مقابل 17,857 دولار للإناث. وسجل دخل الفرد الخاص بالبلدة 16,257 دولار. وكانت نسبة 14.6% من العائلات ونسبة 19.8% من السكان تحت خط الفقر، وكان من هؤلاء نسبة 27.3% تحت سن الثامنة عشر ونسبة 8.2% في الخامسة والستين من العمر وما فوق.

## معرض صور

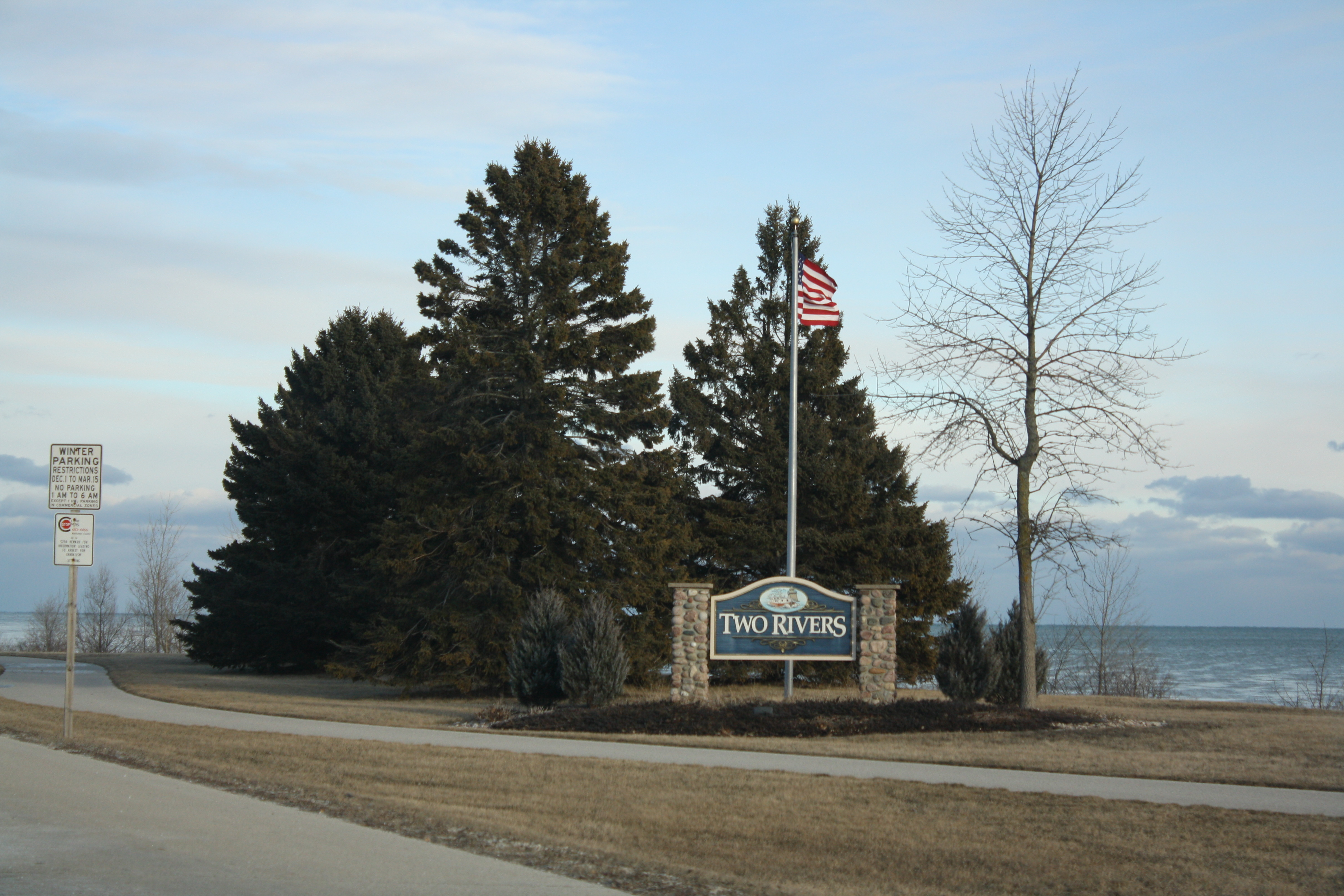
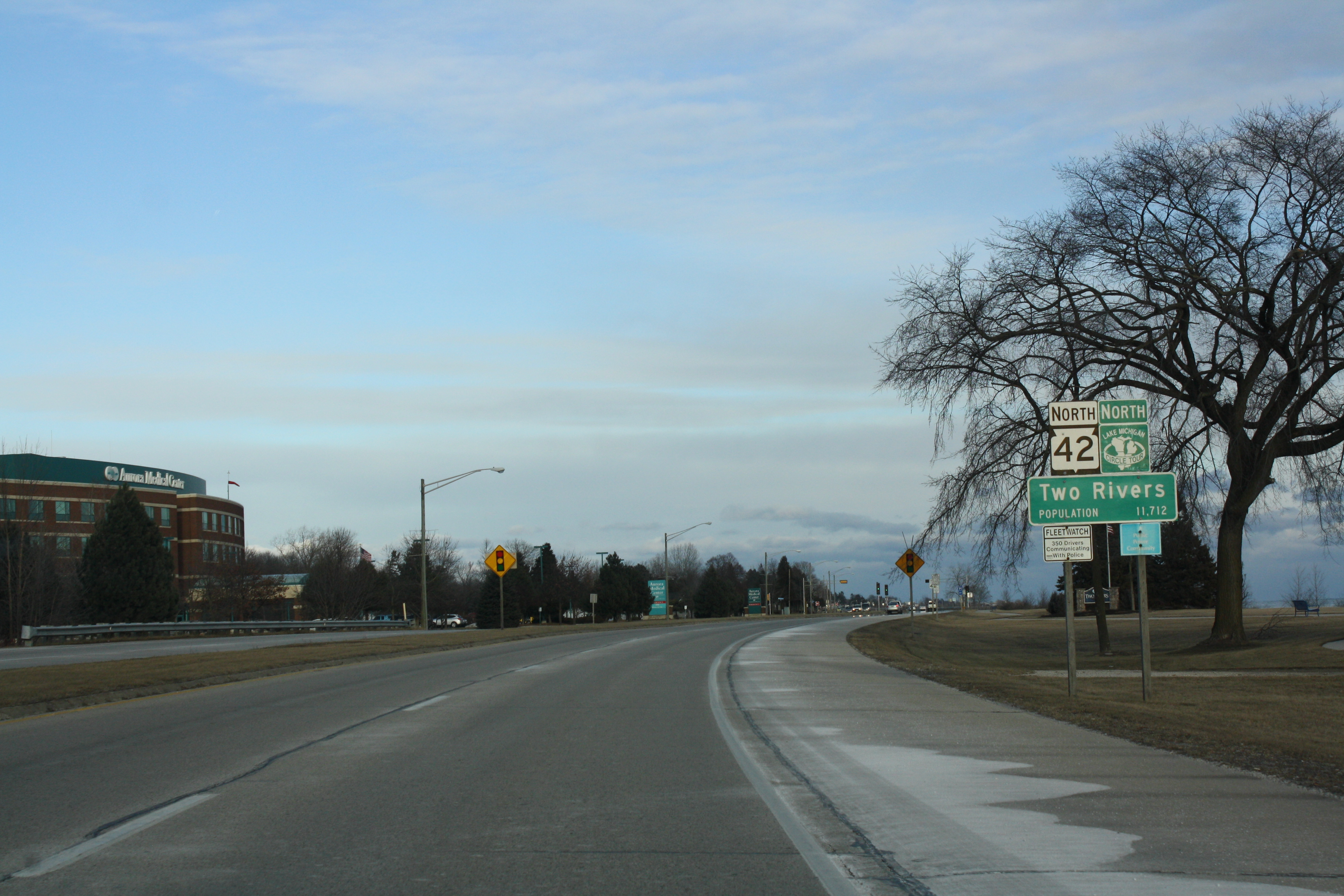
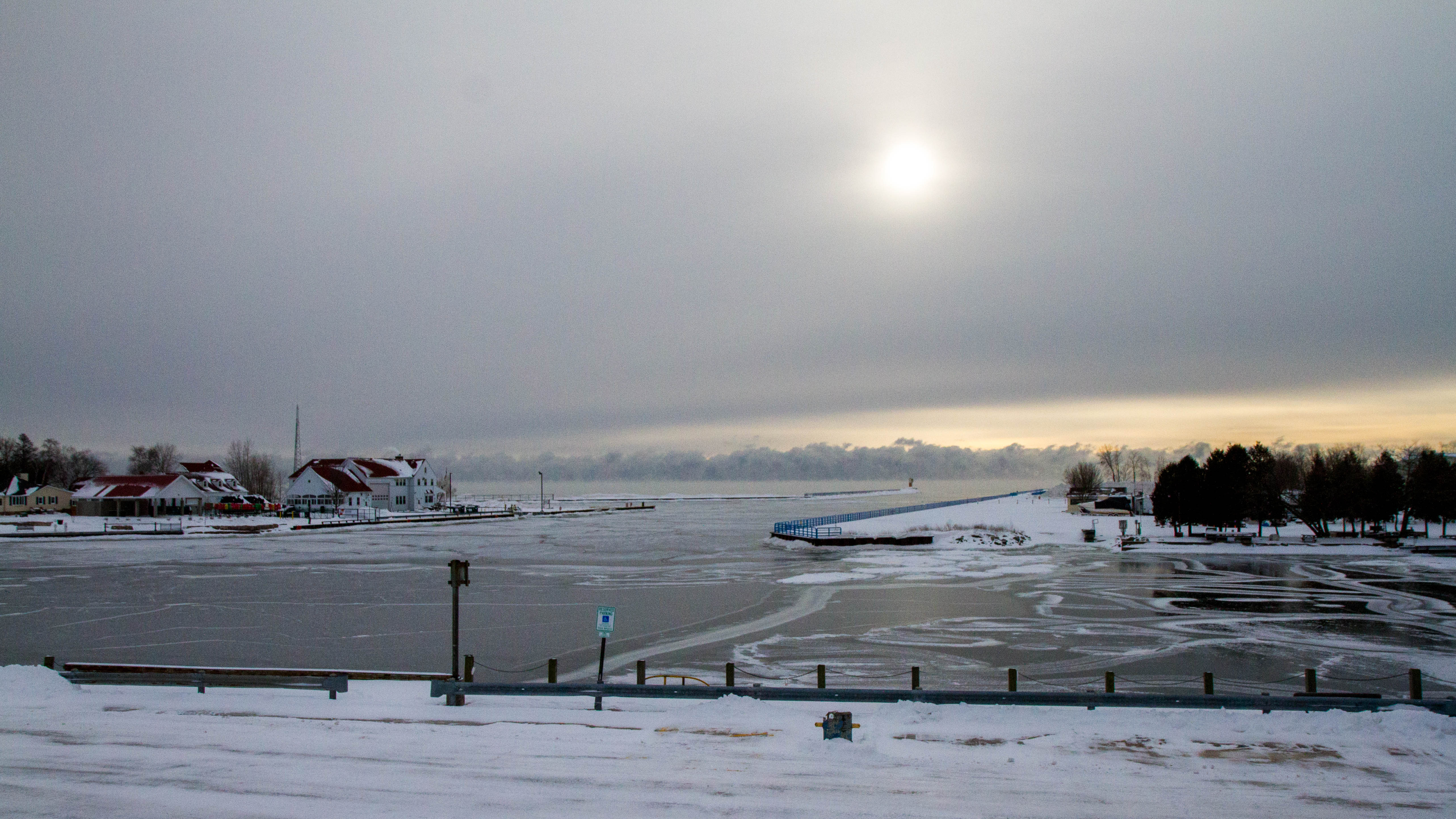
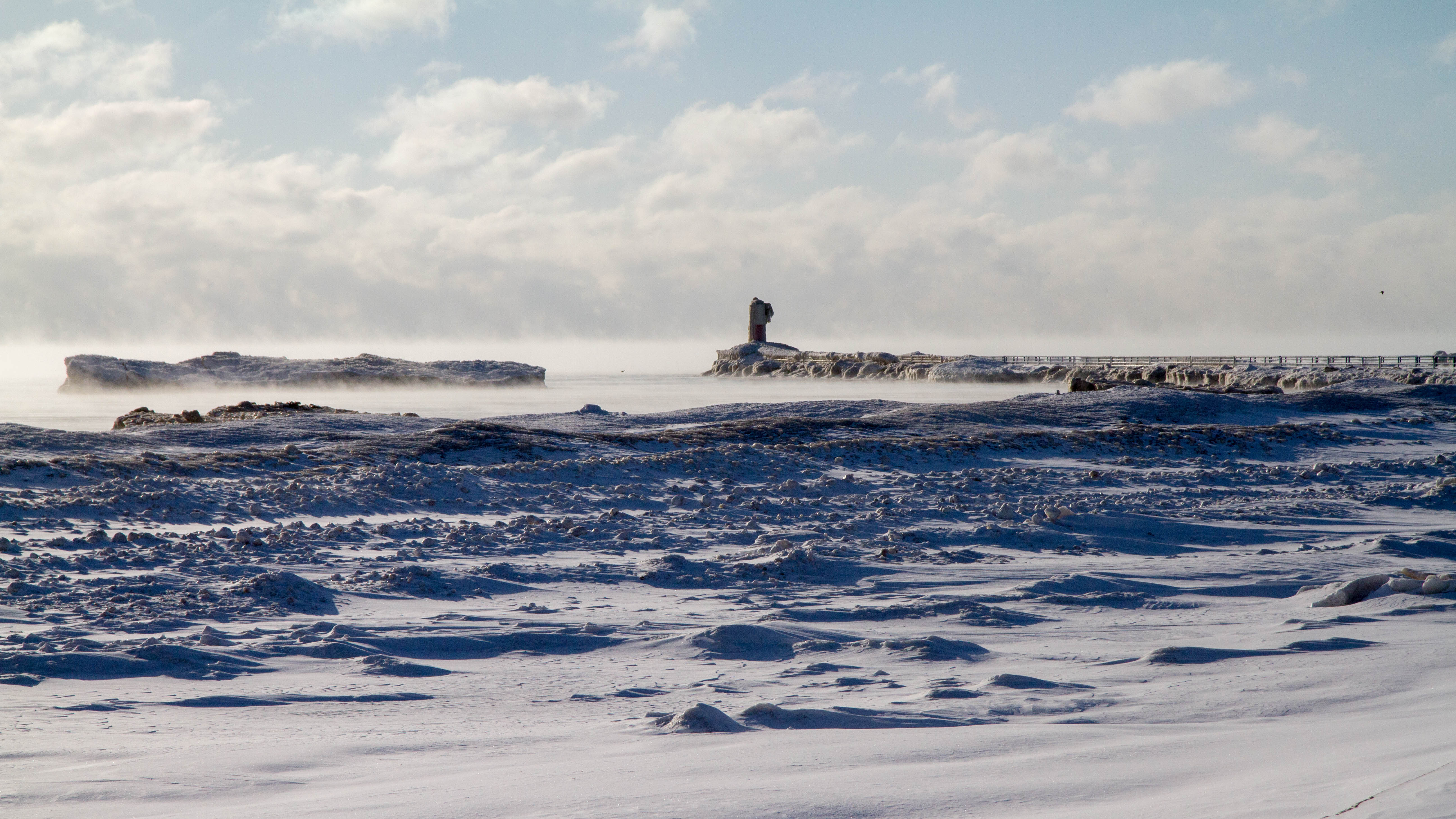
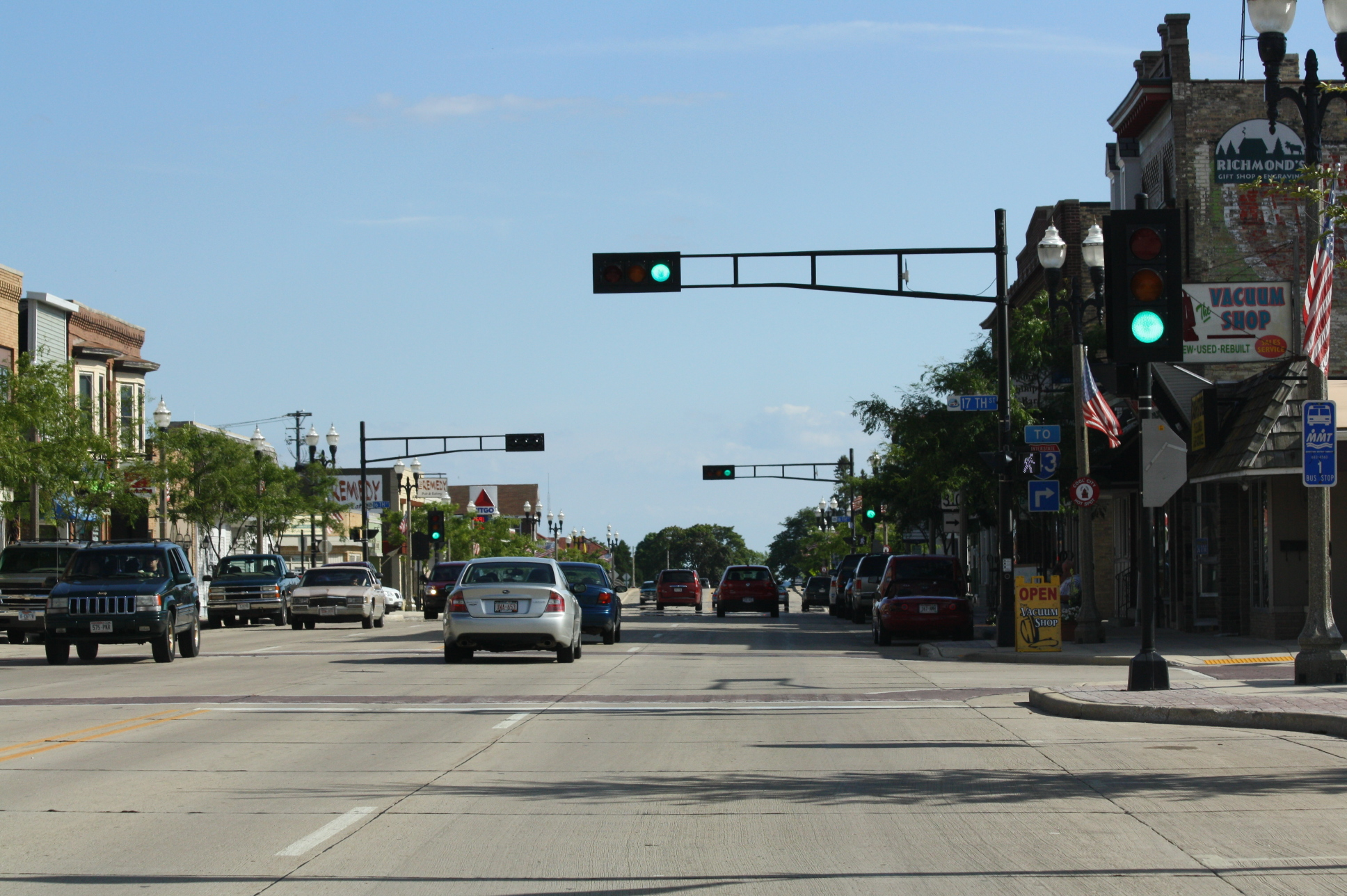

### تعداد عام 2010
بلغ عدد سكان تو ريفرز 11,712 نسمة بحسب تعداد عام 2010، وبلغ عدد الأسر 5,119 أسرة وعدد العائلات 3,156 عائلة مقيمة في المدينة. في حين سجلت الكثافة السكانية 1,923.2 نسمة لكل ميل مربع (742.6/كم2). وبلغ عدد الوحدات السكنية 5,698 وحدة بمتوسط كثافة قدره 935.6 لكل ميل مربع (361.2/كم2).
وتوزع التركيب العرقي للمدينة بنسبة 94.5% من البيض و 0.8% من الأمريكيين الأصليين و 2.4% من الأمريكيين ذوي الأصول الآسيوية و 0.5% من الأمريكيين الأفارقة و 1.2% من عرقين مختلطين أو أكثر.
بلغ عدد الأسر 5,119 أسرة كانت نسبة 26.9% منها لديها أطفال تحت سن الثامنة عشر تعيش معهم، وبلغت نسبة الأزواج القاطنين مع بعضهم البعض 48.4% من أصل المجموع الكلي للأسر، ونسبة 9.2% من الأسر كان لديها معيلات من الإناث دون وجود شريك، بينما كانت نسبة 4.1% من الأسر لديها معيلون من الذكور دون وجود شريكة وكانت نسبة 38.3% من غير العائلات. تألفت نسبة 33.1% من أصل جميع الأسر من أفراد ونسبة 15.2% كانوا يعيش معهم شخص وحيد يبلغ من العمر 65 عاماً فما فوق. وبلغ متوسط حجم الأسرة المعيشية 2.86، أما متوسط حجم العائلات فبلغ 2.27.
بلغ العمر الوسطي للسكان 43.4 عاماً. وكانت نسبة 21.6% من القاطنين تحت سن الثامنة عشر، وكانت نسبة 7.4% بين الثامنة عشر والأربعة وعشرون عاماً، ونسبة 23% كانت واقعةً في الفئة العمرية ما بين الخامسة والعشرون حتى والأربعة وأربعون عاماً، ونسبة 29.3% كانت ما بين الخامسة والأربعون حتى الرابعة والستون، ونسبة 18.6% كانت ضمن فئة الخامسة والستون عاماً فما فوق. وتوزع التركيب الجنسي للسكان بنسبة 48.9% ذكور و51.1% إناث.